# Hagetaubin
Hagetaubin – miejscowość i gmina we Francji, w regionie Nowa Akwitania, w departamencie Pireneje Atlantyckie.
Według danych na rok 1990 gminę zamieszkiwało 440 osób, a gęstość zaludnienia wynosiła 23 osób/km² (wśród 2290 gmin Akwitanii Hagetaubin plasuje się na 757. miejscu pod względem liczby ludności, natomiast pod względem powierzchni na miejscu 567.).